# Halbharnisch

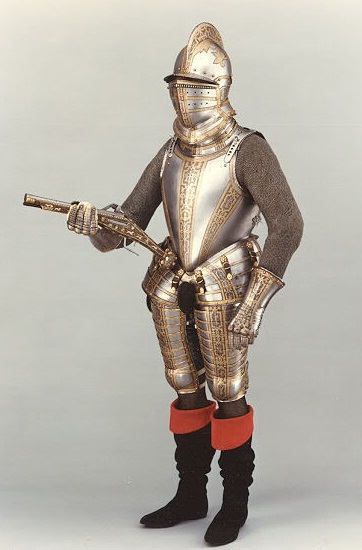
Halber Harnisch des Sir John Smythe, England um 1585

Als Halbharnisch, auch halber Harnisch, Pikenierharnisch, wird ein von Infanterieoffizieren zu Fuß oder zu Pferd getragener Rüstungstyp des 16. Jahrhunderts bezeichnet. Die Ausführungen, die speziell für Reiter angefertigt wurden, sind als Küriss  bekannt.

## Beschreibung
Der Halbharnisch bestand aus offener oder geschlossener Sturmhaube, Brust ohne Rüsthaken, Rücken, Armzeug, Kragen mit Achseln oder symmetrischen Schultern, Faust- oder Fingerhandschuhen und "geschobenen" Schößen (Oberschenkelpanzer) mit oder ohne Kniekacheln (scheibenförmiger Kniepanzer). 
Eine erleichterte Abart ohne Armzeuge ist der knechtische Halbharnisch, der beim einfachen Fußvolk und den städtischen Bürgerwehren gebräuchlich war. Zu seinen Teilen zählte eine offene Sturmhaube, ein Achselkragen, eine Brust ohne Rüsthaken, ein Rücken und Schöße. Gegen Ende des 16. Jahrhunderts wandelte sich der knechtische Halbharnisch durch geringfügige Modifikationen zum Pikenierharnisch des süddeutschen Typs, den die kaiserlich-habsburgischen Pikeniere bis in die 1640er-Jahre trugen.

## Typologie
Der Halbharnisch ist eine Sammelbezeichnung für Schutzwaffen innerhalb der Gruppe der Rüstungen, die zur Körperbedeckung dienen. Untergruppen von Harnischen haben sich in verschiedenen Zeiträumen, Kulturkreisen und nutzungsbezogen entwickelt. Insbesondere sind dazu bekannt:
- Halbharnisch eine Gruppe von Rüstungen, die von Fußsoldaten und Reitern genutzt wurden.
  - Schwere Pikenierrüstung ist eine Variante der Halbharische die von Fußsoldaten genutzt wurde.
  - Küriss eine Variante der Halbharnische für die Reiterei.
  - Kürass eine Variante, die nur den Brust und Bauchbereich geschützt hat.

Beispiele für weitere vor- und frühgeschichtliche, antike, mittelalterliche und frühneuzeitliche Rüstungen:
- Textilrüstung
- Lederrüstung
- Glockenpanzer
- Klappenpanzer
- Muskelpanzer
- Lamellenpanzer
- Schuppenpanzer
- Kettenrüstung
- Schienen- od. Spangenpanzer
- Brigantine
- Plattenrock
- Plattenpanzer
- Stech- und Rennzeug
- Japanische Rüstung (Yoroi)
- Stepppanzer aus Seide (Mongolische Kriegführung)

Insbesondere seit dem Spätmittelalter kamen Plattenrüstungen auf, die für eine bestimmte Verwendung geeignet waren, siehe dazu: Arten von Plattenpanzern.